# 徐會之
徐會之（1900年—1951年11月18日），原名徐亨，號容庵，中華民國陸軍中將，湖北省黃州府團風縣总路咀镇人。黄埔軍校第一期畢業，曾任川鄂湘黔邊區綏靖公署政治部中將副主任，漢口市市長。1950年3月由中共派遣自香港赴台從事情報工作，1950年5月中共台湾省工委书记蔡孝乾變節後徐會之向黃埔同學袁守謙自首，最後仍於1951年11月18日被槍決於台北馬場町刑場。

## 生平

### 早年
黃州高小、中學堂畢業，1917年就讀湖北省立甲種工業學校，1920年憤於五四運動而肄業投身學生軍，一年後不願居愚民政策之下而返鄉，1921年考入中法高等學校，1922年因參與五一運動被開除學籍，1923年孫文越飛宣言後國民黨政策聯俄容共，1924年由中共党組織武漢區負責人包惠僧推薦報考黃埔軍校第一期，編學生第一隊，1924年六月加入中國共產黨，黃埔一期畢業后任黄埔军校教导团第三营连队党代表。国民革命军第一军成立后任该军第1师第1团第1连党代表。1925年任國民革命軍第二軍騎兵第一旅參謀長。參與東征，1926年4月12日國民黨清黨，徐會之和周恩來等中共黨員被迫離開部隊，被中共派往京津從事地下工作。1926年7月國民革命軍北伐，徐會之任屬於李宗仁部新桂系的國民革命軍第十五軍政治部科長，1927年升任该军第2师政治部主任。1928年二次北伐，桂系控制了华北。1928年任天津特别市公安局特务大队长。
1928年4月，國民黨左派鄧演達提出《中國國民黨臨時行動委員會政治主張》與徐會之、余灑度、韩浚等在上海發起成立「黃埔革命同學會」反蔣，徐會之任宣传科长。1928年底徐會之在天津成立「黃埔革命同學會華北分會」任会长，舉行記者會公開揭露蔣介石破壞國共合作背叛孫中山的「罪行」。1931年8月，鄧演達、徐會之、余灑度、陳烈、韓浚等二十餘人遭抓捕，雖宋慶齡積極營救，鄧演達仍遭秘密處決，其餘二十餘黃埔革命同學會成員都獲得「自新」

### 政戰幹將
投蒋后，同為黃埔一期同學多獲得職掌軍權，但徐會之卻沒有得到兵權，1932年9月徐會之擔任第五十六師政訓處長，自此常長期從事政戰工作，與賀衷寒、曾擴情、袁守謙為國民革命軍主要政戰“四大干将”。1933年任军委会政训科长，后改派到安徽任党政处长兼河南省经扶县（今新县）县长。1935年调任安庆、芜湖市公安局长。西安事变后，调任西安行营政训处长。 

### 對日抗戰
1937年七七事變，徐會之赴廬山參加暑期訓練團並擔任第五大队教導員，撰写《民众训练须知》一书作为全民抗战总动员纲领性文件。不久接任國民政府軍事委員會委員長保定行營政訓處任處長。保定淪陷後，1938年5月保定行营改为武漢行營，仍任政训处长兼政治总队总队长。兼任国民政府军事委员会政治部第一厅第一处少将处长。親共的徐會之原本即是孫中山聯俄容共派的黨員，在漢口掩護中共地下黨曾惇、陸天虹等人的活動。
抗日第五戰區成立後，武汉行营政训处改为第五战区政治部，任政治部副主任，主持政治部工作并参加武汉外围会战。1938年12月調任川鄂湘黔邊區綏靖公署政治部中將主任，1939年10月，調任桂林行營政治部副主任，旋即升任抗日第四戰區政治部中將主任。1940年8月兼任第四战区特别党部书记长。1940年赴重慶任國民政府軍事委員會政治部第二廳廳長。1941年任抗日第五戰區政治部主任兼第五戰區特別黨部書記長。1942年任湖北第五區行政督察專員公署專員兼襄樊保安司令。1943年任湖北省政府委員兼鄂北行署主任。兼战时青年训练团鄂豫分团主任，参加鄂北会战。1943年获忠勤勋章。

### 第二次国共内战
1945年抗戰勝利後，1945年9月12日由国民政府行政院任命为漢口市市長，對於戰後的漢口快速恢復秩序做出了貢獻，並擔任三青團中央幹事。1947年7月，党团合一，被选为国民党第六届中央执行委员。1947年，汉口改制为特别市，继任特别市市长。1949年李宗仁代理總統，由於舊日從屬關係，徐會之擔任總統府參事處上將參事。1949年5月漢口即解放。1949年12月留居重庆。 

## 赴台自首遭处决
1950年1月作為中共交通員的朱諶之遭逮捕後，中共失去與吳石的聯繫管道，中共急需交通員傳遞情報及命令。
1950年3月徐會之從香港進入台灣，1950年5月中共台湾省工委領導人蔡孝乾變節。1950年6月徐會之向黃埔一期同學袁守謙自首。6月国防部情报资料组对其立案侦办。原擬判5年徒刑，總統蔣介石不滿徐會之3月抵台並未自首要求重審，後改判15年徒刑。1951年11月13日台湾国防部黄杰的公文报送，總統蔣介石批示「應即槍決可也」。1951年11月18日槍決於台北馬場町刑場。

### 紀念
由於1950年後失去情報線索，中共對從事隱蔽戰線工作的徐會之一直沒有公開。1985年中华人民共和国民政部確認及調查期過往事跡后，對解放漢口作出了貢獻，追認徐會之為革命烈士。。
1996年，在徐會之家人奔走下，徐會之遺骨得以輾轉回到大陸，並分葬於北京市八寶山革命公墓及武漢九峰山烈士陵園。
1999年徐會之列名於綠島人權紀念碑之上，象徵遭國家迫害身亡的政治犯、思想犯的平反，由當時的中華民國總統李登輝先生親臨主持揭碑。
2013年10月，北京西山国家森林公园的無名英雄廣場上立有無名英雄紀念碑，為紀念來台灣在1950年代被處決「隱蔽戰線烈士」，花岗岩墙上用阴文素镌着846位隐蔽战线烈士名字。徐會之烈士銘刻於紀念碑上。
在其家乡的黄冈革命烈士陵园，陈列有徐会之事迹展。

### 爭議
蔣介石的黃埔一期子弟兵，徐會之從「黃埔革命同學會」即反蔣，自新後也並未遭到明顯猜忌官至中將，一般認為徐會之被殺雖與共諜案有關，但徐會之放棄國民政府的漢口市長職位而擔任李宗仁的總統府參議一職可能更為關鍵。